# Agnsjön (Revesjö socken, Västergötland)
Agnsjön är en sjö i Svenljunga kommun i Västergötland och ingår i Viskans huvudavrinningsområde.